# Municipio de Gladwin
El municipio de Gladwin (en inglés: Gladwin Township) es un municipio ubicado en el condado de Gladwin en el estado estadounidense de Míchigan. En el año 2010 tenía una población de 1116 habitantes y una densidad poblacional de 12,21 personas por km².

## Geografía
El municipio de Gladwin se encuentra ubicado en las coordenadas 44°2′3″N 84°25′1″O / 44.03417, -84.41694. Según la Oficina del Censo de los Estados Unidos, el municipio tiene una superficie total de 91.41 km², de la cual 91,21 km² corresponden a tierra firme y (0,22 %) 0,2 km² es agua.

## Demografía
Según el censo de 2010, había 1116 personas residiendo en el municipio de Gladwin. La densidad de población era de 12,21 hab./km². De los 1116 habitantes, el municipio de Gladwin estaba compuesto por el 98,12 % blancos, el 0,18 % eran afroamericanos, el 0,18 % eran amerindios, el 0,45 % eran asiáticos, el 0,27 % eran de otras razas y el 0,81 % eran de una mezcla de razas. Del total de la población el 0,36 % eran hispanos o latinos de cualquier raza.